# Sophie Ellis-Bextor
Sophie Michelle Ellis-Bextor, född 10 april 1979 i London, är en brittisk sångerska och låtskrivare. I sin musik blandar hon pop och disco med influenser från 80-talets elektroniska musik.

## Biografi
Ellis-Bextor inledde sin musikkarriär i det kortlivade bandet theaudience, som splittrades i december 1998. Två år senare samarbetade hon med den italienske DJ:n Spiller, och de gav ut singeln "Groovejet (If This Ain't Love)", som nådde förstaplatsen på den brittiska singellistan.
2001 släppte Ellis-Bextor sitt debutalbum Read My Lips, som bland annat innehåller hennes bästsäljande singel hittills, "Murder on the Dancefloor". Sophie Ellis-Bextor har haft elva topp 40-hits och nio topp 40-album i Storbritannien. Efter att ha förekommit i filmen Saltburn blev "Murder on the Dancefloor" åter populär och gick i Januari 2024 in på den brittiska singellistans 8:e plats.
Hon är gift med Richard Jones (basist i The Feeling). Paret har tre söner

## Diskografi

### Studioalbum
- 2001 – Read My Lips
- 2003 – Shoot from the Hip
- 2007 – Trip the Light Fantastic
- 2011 – Make a Scene
- 2014 – Wanderlust
- 2016 – Familia
- 2023 – Hana
- 2025 – Perimenopop

### Samlingsalbum
- 2019 – The Song Diaries
- 2020 – Songs from the Kitchen Disco

### Livealbum
- 2022 – Kitchen Disco – Live at the London Palladium

### EP
- 2009 – Sophie Ellis-Bextor: iTunes Live in London

### Singlar
- "Groovejet (If This Ain't Love)" (14 augusti 2000)
- "Take Me Home" (13 augusti 2001)
- "Murder on the Dancefloor" (3 december 2001)
- "Get Over You"/"Move This Mountain" (10 juni 2002; dubbel A-sida)
- "Music Gets the Best of Me" (4 november 2002)
- "Mixed Up World" (13 oktober 2003)
- "I Won't Change You" (22 december 2003)
- "Circles (Just My Good Time)" (mars 2005; med Busface)
- "Catch You" (19 februari 2007)
- "Me and My Imagination" (7 maj 2007)
- "Today the Sun's on Us" (13 augusti 2007)
- "Heartbreak (Make Me a Dancer)" (22 juni 2009; med Freemasons)
- "Can't Fight this Feeling" (22 februari 2010)
- "Bittersweet" (2 maj 2010)
- "Not Giving Up on Love" (20 augusti 2010)
- "Starlight" (2011)

### DVD
- 2003 – Watch My Lips